# Il grimaldello del diavolo
Il grimaldello del diavolo (The Devil's Pass Key) è un film muto del 1920 diretto da Erich von Stroheim. Prodotto e distribuito dalla Universal Film Manufacturing Company, aveva come interpreti Sam De Grasse, Una Trevelyn, Clyde Fillmore. Tra gli altri interpreti, Mae Busch mentre, tra le comparse, appare Alice Terry. 
La sceneggiatura si basa su Clothes and Treachery, una storia originale della baronessa de Meyer scritta insieme a Stroheim (o, secondo altre fonti, adattata da Stroheim dalla storia originale della de Meyer).

## Trama

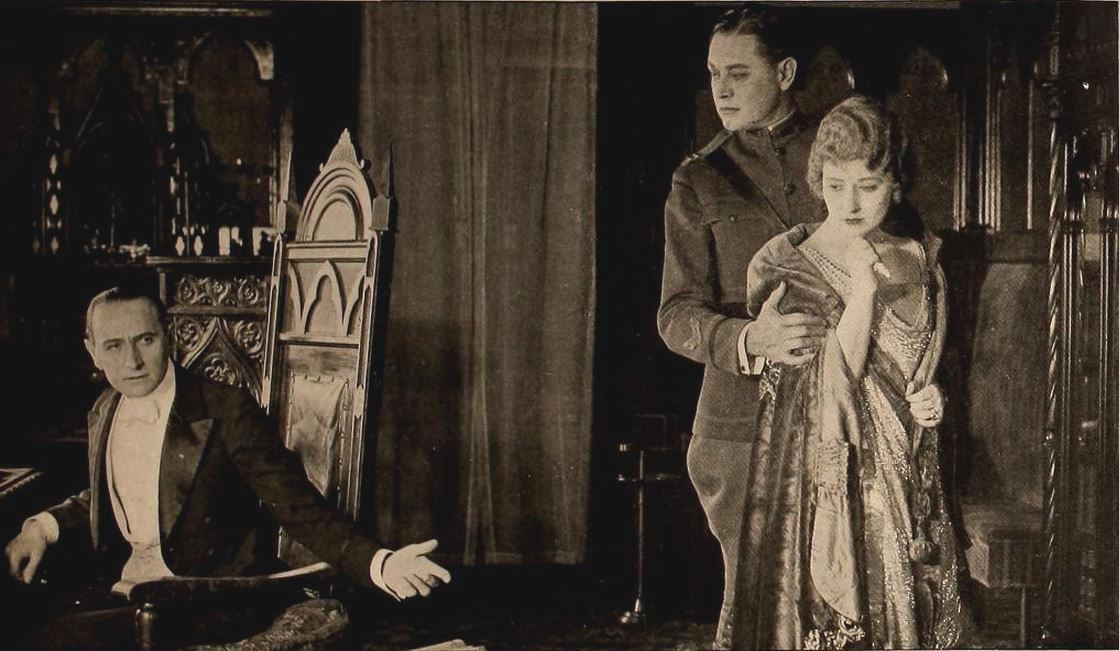
Sam de Grasse, Clyde Fillmore, Una Trevelyn

Grace è la bellissima ma stravagante moglie di Warren Goodright, un drammaturgo americano che vive a Parigi. Grace vive oltre i propri mezzi ed è in ritardo con i pagamenti alla sartoria di madame Malot. Per recuperare i suoi soldi, madame Malot suggerisce a Grace di contattare un ricco americano, il capitano Rex Strong, che potrebbe essere in grado di aiutarla finanziariamente. Rex offre sì a Grace un prestito, ma solo in cambio di favori sessuali. Grace rifiuta e la sarta, irritata, tenta di ricattare la donna. La stampa riporta il piccante scandalo senza però menzionare alcun nome. Warren, che legge la storia sul giornale, prende spunto dall'episodio come trama per una commedia. Il suo lavoro ha grande successo, ma tutti ridono di lui che è beatamente ignaro che la vicenda riguardi sua moglie. Dopo avere scoperto la verità, Warren decide di uccidere Strong. Questi, però, lo convince dell'innocenza di Grace e la questione si risolve felicemente.

## Produzione
Per il film, prodotto dalla Universal Film Manufacturing Company, furono usati come titoli di lavorazione quelli di Clothes and Treachery e di The Woman in the Plot. La lavorazione, tra sceneggiatura e riprese, durò da settembre a dicembre 1919, mentre per il montaggio ci vollero ancora quattro mesi. Secondo fonti moderne, Stroheim progettò le ambientazioni che vennero affidate allo scenografo Richard Day e curò scrupolosamente anche il montaggio.
La baronessa de Meyer, autrice del soggetto e della sceneggiatura del film, era una dama dell'alta società londinese, figlioccia di Edoardo VII.

## Distribuzione
Il copyright, richiesto dalla Universal Film Mfg. Co., Inc., fu registrato il 3 settembre 1920 con il numero LP15513. Distribuito dalla Universal, il film uscì nelle sale cinematografiche statunitensi il 30 agosto 1920 dopo essere stato presentato in prima a Chicago e a New York l'8 agosto.
Non si conoscono copie ancora esistenti della pellicola che viene considerata presumibilmente perduta.